# ریزگرد ۲۰۱۰ جنوب شرق آسیا
ریزگرد جنوب‌شرقی آسیا در سال ۲۰۱۰، یک بحران آلودگی هوا بود که بسیاری از کشورهای جنوب شرقی آسیا مانند اندونزی، مالزی و سنگاپور را در اکتبر ۲۰۱۰ تحت تأثیر قرار داد.
این بحران در فصل خشک رخ داد، زمانی که کشاورزان کوچک‌مالک اندونزیایی در نواحی دومای، اندونزی و بنگکالیس در استان ریاو در جزیره سوماترا، به‌صورت غیرقانونی اقدام به آتش‌سوزی جنگل‌ها کردند.این کشاورزان از روش «بریدن و سوزاندن» برای پاک‌سازی سریع زمین‌ها به‌منظور فراهم کردن فرصت‌های کشاورزی آینده استفاده می‌کردند.
به دلیل الگوی آب و هوایی ال نینو، بادهای غربی مه را به سمت کشورهای همسایه اندونزی حمل کردند و باعث شدند کیفیت هوا در مالزی و سنگاپور برای چند روز به محدوده ناسالم کاهش یابد. شرایط مه آلود نه تنها منجر به کاهش کیفیت هوا شد، بلکه باعث کاهش دید، تعطیلی مکرر مدارس در مالزی و شیوع بیماری‌های تنفسی نیز شد.
کیفیت هوای ثبت‌شده در سنگاپور از سال ۲۰۰۶ تاکنون در بدترین حالت خود بوده است، و در ۱۸ اکتبر تعداد نقاط کانونی در سوماترا به حداکثر ۳۵۸ رسید.
با وجود اینکه وزرا یک هفته قبل از بحران برای ششمین نشست توافقنامه آسه‌آن گرد هم آمدند و در آن مسائلی در مورد مه فرامرزی و روش‌های مقابله با آتش‌سوزی جنگل‌ها مورد بحث قرار گرفت، دولت اندونزی نتوانست قوانین مربوط به قطع غیرقانونی درختان را با موفقیت تنظیم و اجرا کند. این امر باعث شد اندونزی با انتقادهای زیادی از سوی کشورهای همسایه روبرو شود.
در ۲۴ اکتبر ۲۰۱۰، شرایط بارانی به اندونزی بازگشت که به کاهش تولید مه کمک کرد و سطح کیفیت هوا را بهبود بخشید.

## علل
آآتش‌سوزی‌های جنگلی عمدتاً به‌صورت غیرقانونی توسط کشاورزانی ایجاد می‌شود که از روش «کشت و سوخت» برای پاک‌سازی گسترده پوده و زمین‌های کشاورزی به‌منظور فراهم کردن فرصت‌های کشت در آینده، مانند تولید روغن پالم در اندونزی و خمیر کاغذ، استفاده می‌کنند. علیرغم غیرقانونی بودن پاکسازی زمین به روش بریدن و سوزاندن در اندونزی، خرده مالکان به دلیل مزایای اقتصادی و زیست‌محیطی آن، این روش را اتخاذ می‌کنند. نه تنها روش بریدن و سوزاندن کارآمد و مقرون به صرفه تلقی می‌شود، بلکه اعتقاد بر این است که برای عملکرد و بازده محصول نیز مفید است. خاکستر به دلیل توانایی‌اش در افزایش مواد مغذی خاک، متعادل کردن سطح pH خاک، ریشه‌کن کردن آفات و همچنین جلوگیری از رشد علف‌های هرز، توسط کشاورزان خرده‌پا به عنوان کود تولید و استفاده می‌شود. علاوه بر این، از آنجایی که روش‌های جایگزین پاکسازی زمین گران‌تر و کم‌فایده‌تر شناخته شده‌اند، کشاورزان تمایل دارند قانون را نادیده بگیرند و به فعالیت‌های غیرقانونی قطع درختان ادامه دهند.
آتش‌سوزی‌های زمین‌های باتلاقی منشأ ۹۰ درصد دود ایجاد شده در طول این آتش‌سوزی‌ها بودند و می‌توانند تا ۶ برابر بیشتر از آتش‌سوزی‌های زمینی معمولی، آلودگی ذرات معلق تولید کنند. علاوه بر این، این آتش‌سوزی‌ها ۳ تا ۴ متر زیر زمین شعله‌ور می‌شوند و همین امر خاموش کردن آنها را بسیار دشوارتر می‌کند.
علت دیگری که به این بحران دامن زد، شرایط جوی ال نینو در سال ۲۰۱۰ بود که باعث تأخیر در شروع فصل مرطوب و ایجاد خشکسالی شد و منابع آب و محصولات کشاورزی را تحت تأثیر قرار داد. این شرایط جوی باعث شد کشاورزان برای جبران زمان از دست رفته، به‌طور غیرقانونی اقدام به آتش‌زدن جنگل‌ها برای پاک‌سازی سریع زمین‌ها کنند. همچنین، شرایط خشک در اندونزی همراه با بقایای قابل اشتعال ناشی از فعالیت‌های غیرقانونی قطع درختان در گذشته، نقش مهمی در تبدیل جنگل‌ها و زمین‌های باتلاقی به مناطق مستعد آتش‌سوزی ایفا کردند.
مقدار زیادی دود کثیف ناشی از آتش‌سوزی‌های جنگل در سوماترا بعد توسط بادهای غربی در تنگه مالاکا منتقل شد که آلودگی و کیفیت هوا را در مالزی و سنگاپور خراب می‌کند.